# Capitão

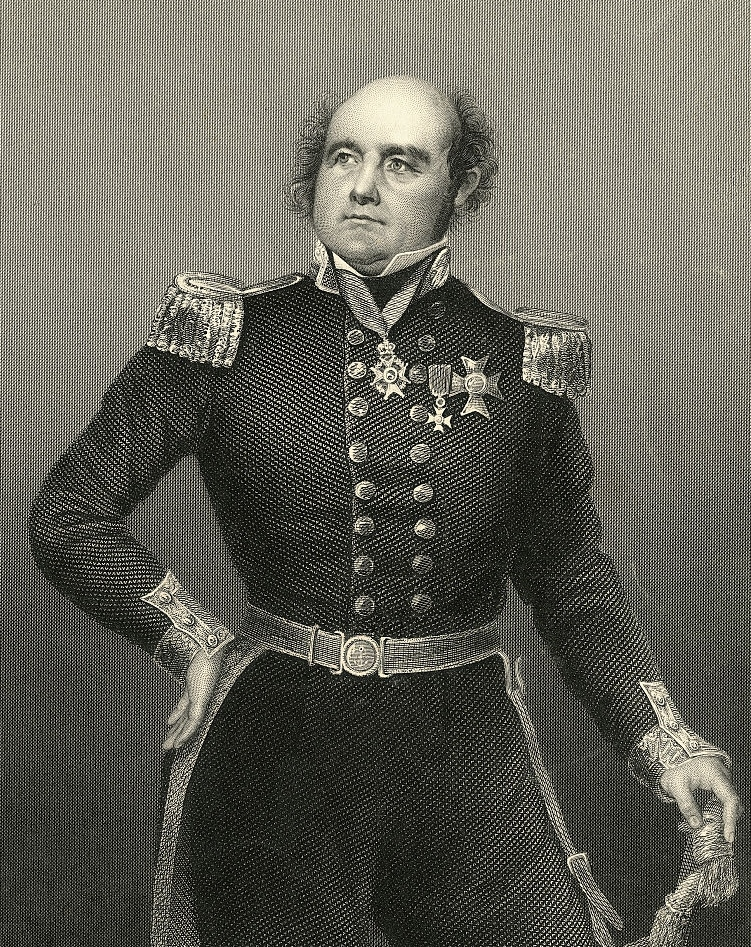
Capitão John Franklin (1786-1847) explorador do Ártico.

Capitão é um posto de oficial existente na maioria dos exércitos do mundo e ao qual corresponde, tradicionalmente, o comando de uma companhia de soldados. O posto de capitão, com as mesmas características, existe também em muitas forças aéreas e forças de segurança.
Geralmente, o posto de Capitão, situa-se, hierarquicamente, entre o de Tenente (ou Primeiro Tenente) e o de Major. Em algumas forças armadas pertence à subcategoria dos oficiais subalternos, mas, em outras, constitui uma subcategoria própria designada por oficiais intermediários.
Nas forças armadas de alguns países existem duas patentes de capitão, sendo a superior designada: "primeiro-capitão", "capitão-comandante", "capitão-tirocinado", etc.
Raramente, alguns exércitos não usam o termo "capitão", usando designações alternativas para o posto correspondente. Por exemplo, o posto correspondente no Exército da Alemanha, é designado "rittmeister" (literalmente "mestre de equitação") na Cavalaria e "hauptmann" (literalmente "homem cabeça") nas outras armas.
O posto de capitão do exército não deve ser confundido com o posto homónimo existente nas marinhas de alguns países, ao qual corresponde uma patente superior.

## História
O termo "capitão" vem do latim "caput" (cabeça) e foi usado desde a Idade Média como a designação geral de chefe, sobretudo no âmbito militar.
Antes da criação de exércitos nacionais na Europa, o capitão era um nobre responsável pela propriedade, pagamento e comando de uma companhia de militares. O capitão da companhia colocava-a ao serviço do seu senhor feudal ou monarca, em troca de um pagamento.

## Insígnias e distintivos de capitão

Exército Alemão (Hauptmann)
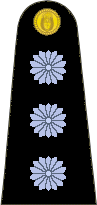
Exército Argentino (Capitán)
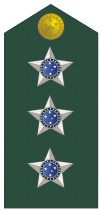
Exército Brasileiro (Capitão)
Exército Britânico (Captain)
Exército Chinês (上尉)
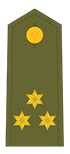
Exército Espanhol (Capitán)
Exército dos Estados Unidos (Captain)
Exército Francês (Capitaine)
Exército Italiano (Capitano)
Exército Português (Capitão)
Marinha do Brasil (Capitão Tenente)
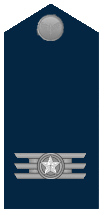
Força Aérea Brasileira (Capitão)
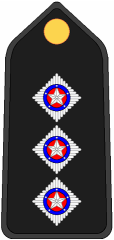
Polícia Militar do Brasil (Capitão)

## Capitão na marinha e aviação
Na marinha e na aviação civil dá-se o nome de "capitão" ao comandante de um navio ou de uma aeronave.
Nas forças navais existem vários postos cuja designação inclui o termo "capitão". Ao contrário do posto de capitão no exército, os postos de capitão na marinha correspondem, normalmente, a patentes de oficiais superiores. Algumas forças aéreas seguem o modelo naval, com o seu posto de capitão a corresponder ao de oficial superior.

## Brasil
No Exército Brasileiro a principal função de um capitão é comandar uma subunidade (companhia, esquadrão de cavalaria ou bateria), mas ele pode também ter funções no estado-maior das unidades (batalhões, regimentos de cavalaria e grupos) de tropa. O círculo dos oficiais intermediários compreende unicamente o posto de capitão.

## Portugal
Em Portugal o posto de capitão existe no Exército, Força Aérea e Guarda Nacional Republicana. O pertence à subcategoria de capitães, da qual é o único posto. O posto correspondente, na Marinha Portuguesa, é o de primeiro-tenente.
A designação "capitão" foi usada em Portugal desde o início da fundação do Estado como sinónimo de comandante militar. Pelo Regimento dos Capitães-Mores de D. Sebastião I, cada capitão era responsável pelo comando de uma companhia ou bandeira de 250 homens, estando subordinado ao capitão-mor da sua cidade, vila ou concelho.
Modernamente, no Exército, o capitão é o responsável pelo comando de um esquadrão de Cavalaria, bateria de Artilharia ou companhia das restantes armas. Na Força Aérea ao capitão está, normalmente, atribuído o comando de uma esquadrilha.
Até início do século XIX, os capitães usavam, como arma e insígnia, uma gineta (espontão com borlas na base da lâmina). Por extensão, o termo "gineta" acabou por significar o próprio posto de capitão.

### Capitão-general
A designação "capitão-general" foi aplicada, em Portugal, a vários cargos militares, nomeadamente à de comandante-chefe do Exército, à de comandante-chefe da Armada e à de governador e comandante militar dos territórios ultramarinos.

### Capitão-mor
A designação "capitão-mor" foi aplicada a vários cargos militares, nomeadamente aos comandantes das ordenanças de uma cidade, vila ou concelho, ao comandante da Marinha no século XV e a alguns governadores e comandantes militares ultramarinos.

### Capitão de praça
A designação do governador e comandante militar de uma praça (cidade ou vila fortificada) ultramarina e do seu território em redor. Normalmente os capitães das praças estavam subordinados a um capitão-general.

### Outros cargos e postos de capitão
Em Portugal existiram outros cargos e postos de capitão tais como:
- Capitão do campo - sargento que desempenhava a função de preboste nalgumas unidades do Exército, no século XVIII;
- Capitão comandante - designação do capitão de Cavalaria que acumulava o comando da sua companhia com o comando do esquadrão onde a mesma estava integrada;
- Capitão cerra-fila - designação do capitão de Cavalaria que exercia a função de segundo comandante de um esquadrão;
- Capitão dos Ginetes - comandante da Guarda de Ginetes, criada por D. João II e e composta por 200 cavaleiros, armados de lanças e adargas, responsáveis pela segurança do Rei;
- Capitão da Guarda - comandante da Guarda de Câmara, responsável pela guarda dos Reis de Portugal enquanto dormiam na sua câmara (quarto de dormir).